# Однофазный двигатель
Однофа́зный дви́гатель — электродвигатель, конструктивно предназначенный для подключения к однофазной сети переменного тока.

## Однофазный асинхронный двигатель
Следует различать однофазный двигатель как асинхронный двигатель, который имеет на статоре одну рабочую обмотку и двигатель, предназначенный для подключения к однофазной сети переменного тока. Последний может конструктивно быть выполнен как двухфазный или в некоторых случаях как трёхфазный двигатель.
В двигателе с одной рабочей обмоткой статора однофазный ток обмотки создает пульсирующее магнитное поле. Его можно разложить на два вращающихся поля, направленных в противоположные стороны и имеющих равные амплитуды. При неподвижном роторе эти поля создают одинаковые по величине, но разные по знаку моменты. Поэтому при пуске результирующий момент двигателя, не имеющего специальных пусковых приспособлений, равен нулю, и двигатель не может начать вращаться. Однако если ротор привести во вращение в ту или иную сторону, то один из моментов будет преобладать и вал двигателя будет продолжать вращаться в сторону начального вращения .
Существуют несколько способов сделать так, чтобы однофазный двигатель мог самозапускаться.

### Двигатель с экранированными полюсами
В двигателе с экранированными полюсами каждый полюс расщепляют на две или больше частей. Одна часть полюса остаётся неэкранированной, а на остальные надевается короткозамкнутый виток (экран) в виде медного кольца. При подаче на обмотку статора переменного тока магнитный поток через неэкранированный конец полюса нарастает и убывает в соответствии с током через обмотку статора. На экранированном полюсе нарастанию или убыванию магнитного потока препятствует ЭДС, наведённая в экране, но так как электрическое сопротивление экрана конечно, магнитный поток на экранированном конце полюса также нарастает и убывает, но со сдвигом по фазе относительно неэкранированного конца. Благодаря этому пульсирующее магнитное поле получает вращающуюся компоненту и становится эллиптическим, способным создать пусковой вращающий момент.
Двигатель с экранированными полюсами обладает низким КПД, низким пусковым моментом, в связи с чем такие двигатели чаще всего выпускаются маломощными. Наибольшее распространение получили в небольших вентиляторах в бытовой технике. Известным примером применения такого двигателя является самый массовый советский вентилятор «ВН-2», мощностью 15 Ватт. Особенностью его конструкции является установка шарикового подшипника только с одной стороны вала двигателя (противоположной крыльчатке вентилятора), в результате из-за значительных изгибающих нагрузок подшипник (и двигатель) сильно шумит даже на малых оборотах.

### Однофазный двигатель с пусковой обмоткой
В данном двигателе на статоре содержатся две обмотки, одна из которых является основной (рабочая), а вторая является вспомогательной (пусковая), подключающейся только на время запуска. Конструктивно данный двигатель является двухфазным, но в рабочем режиме используется только одна из обмоток.
При пуске рабочая обмотка подключается к сети непосредственно, параллельно ей кратковременно подключается пусковая обмотка. Для создания вращающегося магнитного поля необходимо, чтобы магнитный поток через пусковую обмотку был сдвинут по фазе относительно рабочей. Для создания фазового сдвига тока последовательно с обмоткой следует подключить конденсатор, внешнее активное сопротивление или внешнюю индуктивность, однако для многих однофазных двигателей подключение внешних устройств не требуется: для этого пусковую обмотку выполняют с повышенным сопротивлением пусковой фазы. Для этой цели пусковую обмотку наматывают из провода меньшего сечения, чем рабочую, или выполняют ее с частично бифилярной намоткой. При этом длина провода обмотки возрастает, ее активное сопротивление увеличивается, а индуктивное сопротивление и магнитодвижущая сила остаются такими же, как и без бифилярных витков. Чтобы образовались бифилярные витки, катушку пусковой обмотки выполняют из двух секций со встречным направлением намотки. Одна секция, направление намотки которой совпадает с нужной для пуска машины полярностью, называется основной, а секция со встречной намоткой — бифилярной. Бифилярная секция имеет всегда меньше витков, чем основная.
В этом случае пусковая обмотка так же подключается напрямую. Так как обмотка подключается на короткое время, потери и нагрев пусковой обмотки не имеют большого значения. После запуска двигателя пусковая обмотка отключается центробежным выключателем, кнопкой пуска или пусковым реле, после чего вплоть до остановки двигателя используется только рабочая обмотка. Не допускается длительная работа двигателя с подключенной пусковой обмоткой во избежание перегрева, а так же ошибочное использование двигателя как конденсаторного.
Преимуществом такого двигателя является отсутствие габаритных пусковых и рабочих конденсаторов. Недостатками являются малый пусковой момент, наличие коммутационных устройств в цепи пусковой обмотки, меньший КПД, чем у других типов асинхронных двигателей.
Однофазный двигатель с пусковой обмоткой широко применяется для привода компрессоров в бытовых холодильниках. Такой компрессор должен использоваться со специальным модульным пускозащитным реле, содержащим в одном корпусе пусковое реле для запуска и тепловое реле для защиты двигателя.

### Конденсаторный двигатель
Представляет собой двухфазный электродвигатель, одна из обмоток которого подключается к однофазной сети непосредственно, а вторая подключается в сеть через фазосдвигающий конденсатор, в связи с чем данный двигатель называют конденсаторным. Главным отличием от однофазного двигателя с пусковой обмоткой является то, что обе его обмотки являются рабочими и участвуют в создании вращающего момента на рабочей частоте вращения.
Величина ёмкости конденсатора подбирается таким образом, чтобы магнитное поле было наиболее близким к круговому при рабочей частоте вращения. В связи с тем, что полное сопротивление обмотки меняется с частотой вращения, у конденсаторного двигателя наблюдается снижение крутящего момента при пуске. Если величина пускового момент является критичной, для предотвращения его снижения ёмкость конденсатора следует увеличить. Для этого применяется цепь из двух конденсаторов: рабочего, подключенного к двигателю постоянно и пускового, подключаемого параллельно рабочему только в момент пуска. После разгона двигателя до рабочей скорости пусковой конденсатор отключается центробежным выключателем, кнопкой пуска или пусковым реле. 
Преимуществом конденсаторного двигателя является самый высокий КПД и другие эксплуатационные параметры среди асинхронных двигателей, подключаемых к однофазной сети непосредственно: его характеристики наиболее приближены к характеристикам трёхфазного асинхронного двигателя. В качестве недостатков следует отметить наличие габаритных конденсаторов, однако с появлением специальных полипропиленовых рабочих и электролитических пусковых конденсаторов этот недостаток стал менее критичным. Так же к недостаткам следует отнести наличие коммутационных устройств в цепи пускового конденсатора при его наличии.
Конденсаторные двигатели широко применяются для привода воздушных и других компрессоров, компрессоров кондиционеров, вентиляторов, для привода насосов различного назначения, привода настольных и других маломощных станков. Ранее такие двигатели применялись для привода активаторных стиральных машин.

### Трехфазные двигатели в однофазной сети
Трехфазный асинхронный электродвигатель также может работать в однофазной сети. В таком режиме у двигателя наблюдается снижение предельного крутящего момента и потеря мощности. При этом для запуска необходима фазосдвигающая цепь, которая обычно строится или из ёмкости или из индуктивности:
- При ёмкостном запуске на одну из обмоток подаётся напряжение (ток) через ёмкость, которая сдвигает фазу тока вперёд на 90° (без учёта потерь). После запуска напряжение   фазосдвигающей обмотки можно снять.
- При индуктивном запуске на одну из обмоток подаётся напряжение (ток) через индуктивность, которая сдвигает фазу тока назад на 90° (без учёта потерь). После запуска напряжение с фазосдвигающей обмотки можно снять.
- В некоторых случаях, при питании от однофазной сети, запуск осуществляется вручную проворотом ротора. После проворота ротора двигатель работает самостоятельно.

Из всех вышеперечисленных вариантов наиболее эффективно применение фазосдвигающих конденсаторов, в качестве которых можно использовать конденсаторы тех же типов, что выпускаются для работы с конденсаторными двигателями. В этом случае двигатель работает как конденсаторный с минимальной потерей мощности. Ёмкость подбирается таким образом, чтобы обеспечить максимальный крутящий момент на рабочей скорости. Если двигатель будет запускаться в нагруженном состоянии, параллельно рабочему конденсатору в момент пуска следует кратковременно подключать пусковой.
Как правило, трёхфазные двигатели переделываются под однофазную сеть обычно в частном порядке или мелкосерийном производстве в силу массовости таких типов двигателей.

## Однофазный синхронный электродвигатель
Конструкция статора однофазного синхронного электродвигателя сходна с конструкцией однофазного асинхронного электродвигателя. Широко применяются маломощные синхронные электродвигатели, которые при включении могут запускаться в произвольном направлении вращения. Примером широкого применения такого типа двигателей является привод вращающегося столика в микроволновых печах, привод вертел в духовках и шампуров в электрошашлычницах, также такой тип двигателей очень часто применяется в аквариумных фильтрах и в дренажных насосах посудомоечных и стиральных машин.
Другая разновидность однофазного двигателя - реактивно-гистерезисный синхронный двигатель (двигатель Уоррена), также с экранированными полюсами (ДСД, ДСДР - реверсивный), почти всегда со встроенным редуктором. Применялся, в основном, в электромеханических самописцах.
Существуют и синхронные конденсаторные двигатели, такие как мотор-редукторы серии ДСК (двигатель синхронный конденсаторный), которые пришли на замену двигателям серий ДСД и ДСДР. Также, существуют и синхронные реактивные конденсаторные двигатели, такие как СД-09, и реверсивные мотор-редукторы СД-54, отличающиеся от асинхронных мотор-редукторов РД-09 только конструкцией ротора, схемы подключения и мощность на валу у них аналогичны. 
Стоит отдельно упомянуть однофазные гистерезисные двигатели, которые также массово производились в СССР. Такой двигатель универсален, и может работать и как асинхронный, и как синхронный, ротор такого двигателя сделан из магнитотвëрдого материала. Все советские гистерезисные двигатели делались с трехфазной обмоткой статора, являлись конденсаторными двигателями, предназначались для включения в однофазную сеть.

## Универсальный коллекторный двигатель
Универсальный коллекторный электродвигатель (УКД) — разновидность коллекторной машины постоянного тока, которая может работать и на постоянном, и на переменном токе. Двигатель этого типа по конструкции похож на обычный двигатель постоянного тока, однако магнитопровод статора, в отличие от двигателя постоянного тока, делается шихтованным, то есть набирается из тонких электрически изолированных листов из электротехнической стали или другого магнитомягкого материала, как у всех двигателей переменного тока - эта мера существенно снижает нежелательные потери на вихревые токи, которые бы приводили к сильному нагреву магнитопровода.  
К преимуществам двигателей данного типа следует отнести высокую мощность при малых габаритах, простоту регулировки скорости, к недостаткам — высокий уровень шума и малый ресурс работы, обусловленные наличием шумных и быстроизнашивающихся деталей — коллектора и щёток. Получил широкое распространение в ручном электроинструменте, в стиральных машинах для привода барабана, пылесосах, миксерах, блендерах, кухонных комбайнах, мясорубках, соковыжималках, в прочей бытовой технике.